# Relaciones internacionales de España

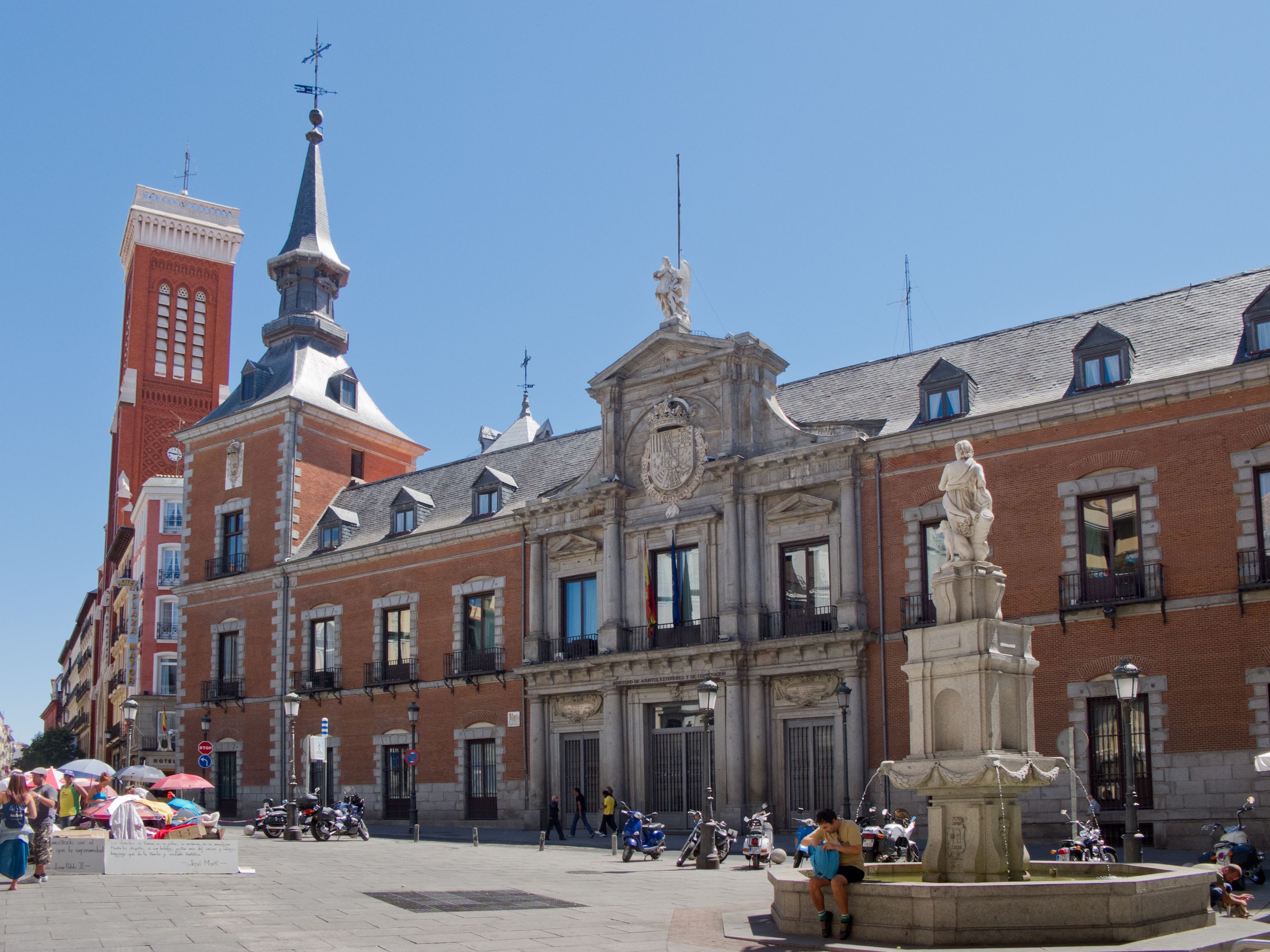
El Palacio de Santa Cruz, en Madrid, es la sede del Ministerio de Asuntos Exteriores y de Cooperación.

Las relaciones internacionales de España son el conjunto de relaciones diplomáticas y de otra naturaleza que el Reino de España mantiene con otros Estados soberanos. Tienen como objetivo la consecución eficaz de la paz y de la cooperación mundiales, en cumplimiento de la Constitución española de 1978. La política exterior de España está vinculada, armonizada y converge con la Política Exterior y de Seguridad Común de la Unión Europea.
Actualmente, España tiene relaciones diplomáticas con casi todos los países del mundo que forman parte de las Naciones Unidas y son ampliamente reconocidos internacionalmente.[cita requerida] Los últimos países con los que goza de relaciones son Bután —desde octubre de 2010—, Sudán del Sur —tras la partición de Sudán en julio de 2011— y Kiribati —desde septiembre de 2011—.

## Unión Europea
Durante el franquismo el Gobierno intentó sin éxito la entrada de España en la CEE, llegando a presentar incluso una solicitud formal de adhesión en 1962. Tras la muerte de Francisco Franco, los distintos gobiernos de la Transición retomarían la cuestión del ingreso en la CEE, basándose en el acuerdo preferencial CEE-España de 1970 e introduciendo profundas reformas sociales, económicas y democráticas. El objetivo se logró en 1986 y España ingresó oficialmente a las Comunidades Europeas, predecesora de la Unión Europea. Desde ese mismo año aumentan las inversiones europeas logrando un fuerte despegue de la economía nacional hasta la crisis de 1993 y, después, hasta 2008. 

### Política Exterior y de Seguridad Común
Parte de la política exterior de España viene marcada por la Política Exterior y de Seguridad Común (PESC) de la Unión, con la que converge y actúa. Dicha PESC está elaborada por la Comisión Europea (el alto representante) y los 27 Estados miembros en el seno del Consejo de Asuntos Exteriores. La PESC es por tanto una política que depende principalmente del ámbito intergubernamental más que del supranacional (la Comisión). 
En cuanto a la política de defensa, también converge con la Política Común de Seguridad y Defensa (PCSD), que forma parte de la PESC.

## Relaciones con elMediterráneo
España mantiene una especial relación con los países de la cuenca mediterránea. En 1995 el gobierno de Felipe González propone desde la UE el Proceso de Barcelona, proyecto relanzado por el presidente de Francia en 2008 con la Unión para el Mediterráneo.
Las relaciones entre España y el Magreb son dispares: frente al entendimiento con Argel y Túnez, las relaciones con Rabat son mucho más complejas debido a asuntos como la pesca, la inmigración, las reclamaciones territoriales marroquíes sobre Ceuta y Melilla, las relaciones hispano-argelinas o el antiguo Sáhara Español. En 2002 se produce el incidente de la isla de Perejil y en 2007 vuelve la crisis entre Rabat y Madrid por la visita a Ceuta y Melilla de los reyes Juan Carlos I y Sofía.
Con respecto a Israel, España fue uno de los últimos países europeos en reconocerlo; mantiene relaciones diplomáticas con él desde 1986. Madrid fue sede en 1991 de la Conferencia de la Paz, con la participación de Líbano, Siria, Israel, Egipto y una delegación palestino-jordana. En esta conferencia se logró acordar la realización de negociaciones. La conferencia sería la antesala de los Acuerdos de Oslo de 1993.

## Relaciones con losEstados Unidos

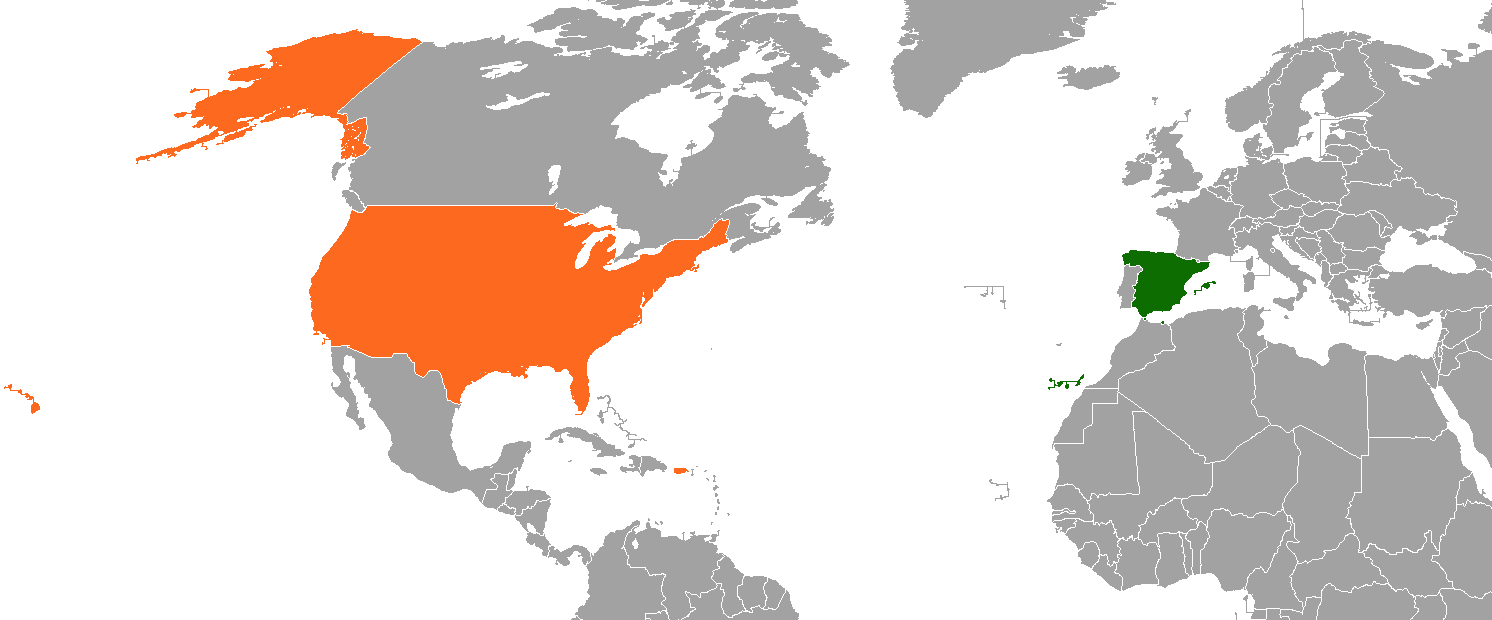
Estados Unidos
España

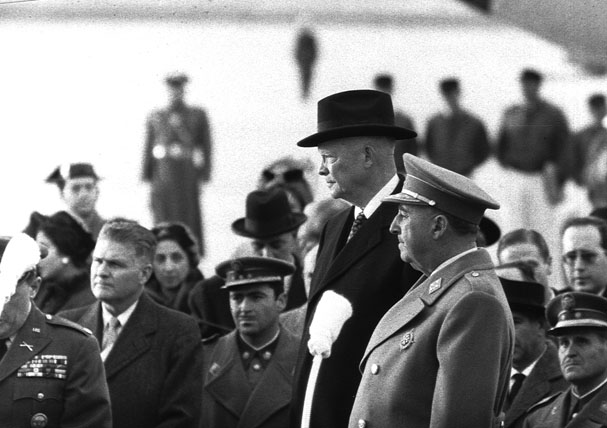
Franco y Eisenhower en Madrid en 1959.

La relación hispano-estadounidense ha pasado por distintos momentos. Si en el siglo XVIII los ejércitos españoles de Carlos III apoyaron la independencia de las Trece Colonias frente a Inglaterra, durante el XIX el gobierno estadounidense aprovechó la decadencia española para conseguir nuevos territorios (Florida) y, a finales de siglo, Cuba, Filipinas, Guam y Puerto Rico en 1898.
Con el inicio de la Guerra Fría, Washington D.C ve en el régimen anticomunista de Franco un aliado estratégico de gran importancia. Así, el 26 de septiembre de 1953 se firman los acuerdos económicos y militares con los EE. UU. por los que el régimen permite el establecimiento de bases militares estadounidenses en la península a cambio de apoyo económico y diplomático. Solo dos años después España ingresa en la ONU; en 1959 el presidente estadounidense Eisenhower visita a Franco, lo que supone el espaldarazo definitivo al régimen. España no ingresa oficialmente en la OTAN hasta 1982; cuatro años después el gobierno celebra un referéndum para apoyar la permanencia en la organización. A pesar de haberse ido reduciendo progresivamente la presencia militar estadounidense, aún quedan dos bases extranjeras en España, de las cuales una es aeronaval (Rota) y la otra es aérea (Morón).

## Relaciones conLatinoamérica
Al finalizar la Guerra Civil muchos republicanos se exiliaron en Latinoamérica. El Gobierno, aislado internacionalmente al finalizar la II Guerra Mundial por sus simpatías hacia la Alemania de Hitler y la Italia de Mussolini, recibió el apoyo de la Argentina de Perón, de Portugal y años más tarde, mantuvo las relaciones con Cuba tras la revolución que llevó al poder en 1959 a Fidel Castro a pesar del fuerte anticomunismo de Franco.[cita requerida]
Desde 1978 España ha mantenido relaciones diplomáticas plenas con la mayor parte de Iberoamérica, de manera especial principalmente desde 1991, año de la primera Cumbre Iberoamericana. En los últimos años la región cobra una singular relevancia estratégica al convertirse en el escenario de importantes inversiones realizadas por empresas españolas como Repsol, Telefónica, BBVA, ENDESA, Iberdrola, Acciona, etc. Pese a ello, ha habido fuertes tensiones periódicamente, de las cuales la más grave fue en 1980, cuando Guatemala invadió la Embajada de España en aquel país. Como resultado, España suspendió inmediatamente relaciones diplomáticas con aquel país, que no serían restauradas hasta la caída de la dictadura guatemalteca.

## Misiones militares en el extranjero

### En el marco de la OTAN y la ONU
Las Fuerzas Armadas de España mantienen en la actualidad a casi tres mil efectivos en diversas misiones de paz de la OTAN y la ONU. 

### En el marco de la Unión Europea
En la siguiente lista se incluyen la mayoría de las misiones militares de la UE. No en todas participa España, destacando la Operación Atalanta la cual lidera desde hace años, teniendo el mando y cuartel principal en España.
Operaciones civiles actuales (2023):
(Lista completa en la web oficial:)
- EUTM Malí
- EUAM Irak
- EUAM RCA - República Centroafricana
- EUAM Ucrania (Seguridad civil)
- EUBAM Libia
- EUBAM Rafah
- EUCAP Sahel Malí
- EUCAP Sahel Níger
- EUCAP Somalia
- EULEX Kosovo
- EUM Armenia
- EUMM Georgia
- EUPOL COPPS/Territorios palestinos
- MPUE Moldavia

Fuerzas y operaciones militares actuales (2023):
- Fuerza Marítima Europea (EUROMARFOR)
- Operación Atalanta (EU NAVFOR Somalia)
- Misión de Asistencia Militar UE (EUMAM UA Ucrania)[7]
- EUFOR ALTHEA
- EUMPM Níger
- EUNAVFOR MED IRINI
- MUE Mozambique
- MUE República Centroafricana
- EUTM Somalia